# Saint Michel-PREFERENCE HOME-Auber93
Saint Michel-PREFERENCE HOME-Auber93 (código UCI: AUB) es un equipo ciclista francés de categoría
Continental.

## Historia
El equipo fue fundado en 1994 en la comuna de Aubervilliers en los suburbios de París. Se creó con el apoyo de la Federación Francesa de Ciclismo y la Liga Francesa de Ciclismo Profesional para formar jóvenes en respuesta a un déficit de ciclistas profesionales franceses.
Denominado Aubervilliers 93-Peugeot en los primeros años, fue seleccionado en 1996 para participar en el Tour de Francia logrando una victoria en la 4.ª etapa por intermedio de Cyril Saugrain.
En 1997 se produjo la llegada de un nuevo patrocinador (BigMat) y el equipo pasa a llamarse BigMat-Auber 93.
El año 1999 puede considerarse como un año relativamente exitoso. Además de una victoria de Guillaume Auger en la tercera etapa del Tour del Mediterráneo, el esprínter Christophe Capelle fue tercero en la lucha por el jersey verde del Tour de Francia.
En el año 2000 BigMat-Auber 93 logró más victorias que en años anteriores, esto se debió principalmente al contratar al velocista británico Jeremy Hunt. Christophe Capelle, se coronó el campeón nacional de ruta. Sin embargo, no participó en el Tour de Francia.
En 2001, BigMat nuevamente participó en el Tour de Francia llevando como nuevo líder a Stéphane Heulot.
En el año 2002 BigMat invirtió más dinero. Fichó a los españoles Félix García Casas y Aitor Kintana y el equipo ascendió a la primera división. A pesar de estas inversiones fueron pocos los éxitos, con sólo tres victorias en toda la temporada.
En 2003 los recortes presupuestales de BigMat fueron significativos, por lo que la participación en las grandes vueltas ya no era posible. Para 2004 BigMat decidió retirarse y el equipo pasó a denominarse Auber 93.
A partir de 2005, con la creación de los Circuitos Continentales UCI, el equipo se registró en la categoría Continental y continuó denominándose Auber 93. Durante las siguientes temporadas el Auber 93 logró algunas victorias destacadas en carreras de categoría.1 como la Tro Bro Leon (2005), el Tour de Finisterre (2007), Circuito de Lorena o la París-Tours sub-23 (2008).
En 2010, Big Mat volvió a patrocinar al equipo y nuevamente pasó a llamarse BigMat-Auber 93. Sin victorias destacadas ese año, en 2011 logró el Gran Premio de Plumelec-Morbihan por intermedio de Sylvain Georges.
Para 2012, por segunda vez volvió a su antiguo nombre de Auber 93, ya que Big Mat pasó a patrocinar al equipo ProTour FDJ, aunque la empresa siguió apoyando al equipo femenino y amateur, continuando estos con el nombre BigMat-Auber 93.

## Corredor mejor clasificado en las Grandes Vueltas
| Año  | Giro de Italia | Tour de Francia          | Vuelta a España        |
| ---- | -------------- | ------------------------ | ---------------------- |
| 1994 | -              | -                        | -                      |
| 1995 | -              | -                        | -                      |
| 1996 | -              | 62.º Thierry Bourguignon | -                      |
| 1997 | -              | 28.º Thierry Bourguignon | -                      |
| 1998 | -              | 26.º Thierry Bourguignon | -                      |
| 1999 | -              | 48.º Thierry Bourguignon | -                      |
| 2000 | -              | -                        | -                      |
| 2001 | -              | 40.º Stéphane Heulot     | -                      |
| 2002 | -              | -                        | 8.º Félix García Casas |
| 2003 | -              | -                        | -                      |
| 2004 | -              | -                        | -                      |
| 2005 | -              | -                        | -                      |
| 2006 | -              | -                        | -                      |
| 2007 | -              | -                        | -                      |
| 2008 | -              | -                        | -                      |
| 2009 | -              | -                        | -                      |
| 2010 | -              | -                        | -                      |
| 2011 | -              | -                        | -                      |
| 2012 | -              | -                        | -                      |
| 2013 | -              | -                        | -                      |
| 2014 | -              | -                        | -                      |
| 2015 | -              | -                        | -                      |
| 2016 | -              | -                        | -                      |
| 2017 | -              | -                        | -                      |
| 2018 | -              | -                        | -                      |
| 2019 | -              | -                        | -                      |

## Material ciclista
El equipo utiliza bicicletas Look. Anteriormente utilizó BH (2004-2008), Gitane (2002-2003).

## Clasificaciones UCI

### UCI Europe Tour
| Temporada | Clasificación por equipos | Mejor corredor      | Posición |
| 2010-2011 | 22.º                      | Sylvain Georges     | 40.º     |
| 2011-2012 | 41.º                      | Steven Tronet       | 71.º     |
| 2012-2013 | 32.º                      | Mathieu Drujon      | 96.º     |
| 2013-2014 | 32.º                      | Stéphane Rossetto   | 56.º     |
| 2015      | 24.º                      | Steven Tronet       | 55.º     |
| 2016      | 22.º                      | Romain Feillu       | 33.º     |
| 2017      | 14.º                      | Flavien Dassonville | 58.º     |
| 2018      | 21.º                      | Damien Touzé        | 126.º    |
| 2019      | 28.º                      | Alo Jakin           | 205.º    |

## Palmarés
Para años anteriores, véase Palmarés del Saint Michel-PREFERENCE HOME-Auber93

### Palmarés 2025

#### UCI ProSeries
| Fechas | Carreras | Ganador |

#### Circuitos Continentales UCI
| Fechas | Circuito | Carreras | Ganador |

#### Campeonatos nacionales
| Fechas | Carreras | Ganador |

## Plantilla
Para años anteriores, véase Plantillas del Saint Michel-PREFERENCE HOME-Auber93

### Plantilla 2025
| Nombre             | Nacimiento | Nacionalidad | Equipo 2024                |
| Lucas Beneteau     | 15/03/2002 | Francia      | Saint Michel-Mavic-Auber93 |
| Nicolas Breuillard | 13/03/2000 | Francia      | Saint Michel-Mavic-Auber93 |
| Romain Cardis      | 12/08/1992 | Francia      | Saint Michel-Mavic-Auber93 |
| Thomas Champion    | 08/09/1999 | Francia      | Cofidis                    |
| Dillon Corkery     | 12/02/1999 | Irlanda      | Saint Michel-Mavic-Auber93 |
| Théo Delacroix     | 21/02/1999 | Francia      | Saint Michel-Mavic-Auber93 |
| Jérémy Lecroq      | 07/04/1995 | Francia      | Saint Michel-Mavic-Auber93 |
| Alan Riou          | 02/04/1997 | Francia      | Arkéa-B&B Hotels           |
| Yohann Simon       | 16/11/2001 | Francia      | Neo (Dinan Sport Cycling)  |
| Morne van Niekerk  | 17/08/1995 | Sudáfrica    | Saint Michel-Mavic-Auber93 |

## Ciclistas formados
- William Bonnet
- Steve Chainel
- Carlos Da Cruz
- Tony Gallopin
- Saïd Haddou
- Stéphane Heulot
- Arnold Jeannesson
- Arnaud Labbe
- Pascal Lino
- Rene Mandri